# مکنده‌دهان نیل
مکنده‌دهان نیل (نام علمی: Chiloglanis niloticus) نام یک گونه از سرده مکنده‌دهان‌ها است.